# Camagüey (provincie)
Camagüey je největší kubánská provincie. Jejím hlavním městem je Camagüey. Provincie má plochu 15 386,16 km² a přibližně 765 000 obyvatel.
Oblast provincie je rovinatá a nízko položená nad hladinou moře. Hlavní hospodářskou činností je pastvinářství a pěstování cukrové třtiny. Chová se zde i drůbež a pěstuje se rýže a citrusy. Pod správu provincie patří i souostroví Jardines del Rey a Jardines de la Reina tvořící jeden z kubánských národních parků.
Provincie se skládá z 13 municipalit:
- Camagüey
- Carlos Manuel de Céspedes
- Esmeralda
- Florida
- Guáimaro
- Jimaguayú
- Minas
- Najasa
- Nuevitas
- Santa Cruz del Sur
- Sibanicú
- Sierra de Cubitas
- Vertientes